# Смоленские мосты
1-й — 4-й Смоленские мосты — группа из четырёх железобетонных рамно-консольных мостов через левый (1-й и 3-й Смоленские мосты) и правый (2-й и 4-й Смоленские мосты) рукава реки Смоленки в Василеостровском районе Санкт-Петербурга. Соединяют безымянный искусственный остров в дельте Смоленки с Васильевским островом и островом Декабристов.

## Расположение
Мосты расположены в створе Морской набережной. На острове в дельте Смоленки расположен сквер Александра Володина. Выше по течению находится Мост Кораблестроителей. Ближайшая станция метро — Приморская.

## Название
Названия известны с 1980—х годов и даны по наименованию реки.

## История
Сооружение четырёх новых мостов и укрепление берегов Финского залива и реки Смоленки являлись частью комплекса работ по формированию в западной части Васильевского острова морского фасада Ленинграда. По новой планировке Смоленка вблизи моста Кораблестроителей была расширена и разделена на два рукава с образованием между ними небольшого искусственного острова. Заказчиком по строительству комплекса сооружений выступал «Дормост», а по благоустройству примыкающей территории — ГлавУКС.
В 1986—1987 годах по проекту инженера института «Ленгипроинжпроект» А. А. Соколова были построены 1-й и 2-й мосты. Строительство 1-го моста осуществляло СУ-2 треста «Ленмостострой» под руководством главного инженера Б. И. Филиппова, 2-го — СУ-1 под руководством главного инженера Е. В. Лейкина. 
В 1989—1990 годах по проекту инженера института «Ленгипроинжпроект» В. И. Эдуардова были построены 3-й и 4-й мосты. Строительство 3-го моста осуществляло СУ-4 треста «Ленмостострой» под руководством главного инженера Ю. П. Бекова и В. И. Попельнюка, 4-го — СУ-1 под руководством главного инженера Е. В. Лейкина.
После открытия центрального участка ЗСД «номерные» Смоленские мосты утратили своё транспортное значение. На искусственном острове посреди Смоленки в 1990-х годах находилась грузовая автостоянка, но впоследствии он превратился в зелёную зону, которой в 2019 году присвоили название сквер Александра Володина.

## Конструкция
Все мосты однопролётные железобетонные, рамно-консольной системы с шарниром в середине пролёта. Пролётное строение сооружено из сборных железобетонных блоков, объединённых между собой металлическими шпонками в уровне верхней плиты. Железобетонная плита проезжей части включена в работу главных балок. Устои из монолитного железобетона, на свайном основании, облицованы гранитом. Общая длина 1-го и 2-го мостов составляет 36,4 / 36,7 м, ширина — 50,0 / 51,0 м. Общая длина 3-го и 4-го мостов — 36,7 м, ширина — 15,7 м.
1-й и 2-й мосты предназначены для движения автотранспорта и пешеходов, 3-й и 4-й мосты пешеходные, но для обеспечения пропуска автотранспорта рассчитаны и на пропуск единичной нагрузки НК-80. В качестве перильных ограждений установлены парапеты из монолитного железобетона с гранитной облицовкой. Фасады пролётного строения имеют криволинейное очертание нижнего пояса, облицованы металлическим листом. Между 1-м и 3-м, а также между 2-м и 4-м мостами устроены широкие гранитные лестничные спуски на нижний ярус набережной.